# Lateral (revista)
Lateral va ser una revista cultural fundada per l'assagista i periodista hongarès Mihály Dés el 1994 a Barcelona i desapareguda el gener de 2006. Des dels seus primers números, aquesta publicació independent va dedicar les seves diferents seccions a la literatura, el pensament, l'art, el cinema, la política i la crítica literària, amb seccions de creació en ficció, poesia, literatura "sense ficció", i en els últims números, també fotografia. Les il·lustracions tenien una gran importància i estaven presents en gran nombre dels seus articles.
La revista pren el seu nom d'una cita extreta de Die Fliegenpein, d'Elias Canetti: “A mesura que creix, el saber canvia de forma. No hi ha uniformitat en el veritable saber. Tots els autèntics salts es realitzen lateralment, com els salts del cavall en els escacs. El que es desenvolupa en línia recta i és perceptible resulta irrellevant. El decisiu és el saber tort, i sobretot, lateral.”
Entre els escriptors, periodistes, traductors i artistes plàstics que van coincidir a les pàgines i la redacció de Lateral destaquen, entre d'altres, Jordi Herralde, Claudio López de Lamadrid, Roberto Bolaño, Imre Kertész, Mario Vargas Llosa, Juan Francisco Ferré, Julián Ríos, Matías Néspolo, Antonio Muñoz Molina, Eduardo Chirinos, Eduardo Mendoza, Cristina Peri Rossi, Guillermo Cabrera Infant, Robert Juan-Cantavella, Julio Villanueva Chang, Enrique Vila-Matas, Victoria Cirlot, Pablo d'Ors, Guadalupe Nettel, Héctor Abad Faciolince, Ignasi Vidal-Folch, David Trueba, Álvaro Pombo, Anna Maria Moix, Ignacio Echevarría, Lázaro Covadlo, Jorge Zentner, Chefi Vell, Juan Gabriel Vásquez, Jorge Carrión, Lluís Alabern, Álvaro Colomer, Tamara Villoslada, Gabriela Wiener, Juan Trejo, Leonardo Valencia, Antonio Prometeo Moya, Use Lahoz, Eloy Fernández Porta, Marta Rebon, Ana S. Pareja, Jaime Rodríguez Z, Enric Casasses, David Castillo, Franciam Charlot, Pierre Marquis, Antonio Ortuño, Agustín Fernández Mallo, Mercedes Cebrián, Mathias Enard o Ramón González Férriz. Alguns d'ells han prosseguit amb algunes línies del projecte en la revista Quimera.